# Polypogon plumigeralis
Polypogon plumigeralis — вид лускокрилих комах з родини еребід (Erebidae).

## Поширення
Вид поширений у Центральній і Південній Європі, Північній Африці, Близькому Сході, на півночі Ірану, в Афганістані. Тварини зустрічаються на степових вересах і пустирях, а також на теплих схилах.

## Опис
Розмах крил метелика становить від 24 до 30 міліметрів. Основний колір передніх крил варіюється від коричневого до червоно-коричневого. Верхівка загострена. Кільцеві та ниркові плями невеликі з темним заповненням. Зовнішня і внутрішня поперечні лінії зазубрені й темно виділяються. Темна відносно пряма хвиляста лінія жовтуватого кольору продовжується на сіро-коричневих задніх крилах. Хоботок метелика добре розвинений, а вусики самців гребінчасті. Дуже довгі щупики вражають. Передні ноги самців пухнасті й волохаті.
Дорослі гусениці буруватого кольору, мають розмитий червонуватий відтінок і мають темну спинну лінію та вузькі бічні спинні лінії. На боках окремих сегментів є темні посічки, а на розрізах — квадратні білі плями.

## Спосіб життя
У кліматично сприятливих районах метелики літають двома поколіннями: перше з травня по липень, друге з серпня по жовтень. Вони відвідують приманку і штучні джерела світла. Харчовими рослинами багатоїдних гусениць є шипшина і троянда (Rosa), марена (Rubia), плющ (Hedera), а також мітлиця (Cytisus scoparius).